# Реутова (присілок)
Реутова (рос. Реутова) — присілок в Октябрському районі Курської області Російської Федерації.
Населення становить 76 осіб. Входить до складу муніципального утворення Катиринська сільрада.

## Історія
Населений пункт розташований на території українського етнічного та культурного краю Східна Слобожанщина.
Від 2004 року входить до складу муніципального утворення Катиринська сільрада.

## Населення
| 2002 | 2010 |
| ---- | ---- |
| 66   | ↗76  |